# Intro
Das Intro (Kurzform von englisch introduction, von lateinisch introductio „Einführung“) ist eine kurzgefasste thematisch bezogene Einleitung in den kompletten Inhalt von Text-, Musik-, Bild- und Videowerken.

## Verwendung
Intros werden als Stilmittel in der Musik, bei Texten im Fernsehen oder bei sonstigen Gelegenheiten eingesetzt.

### Musik

#### Allgemeines
Das Vorbild des Intro ist das Präludium in der klassischen Musik. Es ist eine zwei-, vier- oder auch achttaktige Einleitung oder die Vorstrophe im Jazz, in Popmusik und Rockmusik. In der Elektronischen Tanzmusik ist ein Intro normalerweise im Original Mix zu finden. Das Intro ist der erste Teil der Grundstruktur eines Popsongs, der üblicherweise aus Intro-Strophe-Refrain-Strophe-Refrain-Coda-(Fade-out) besteht. Es hat die Funktion, das Musikstück vorzubereiten und beim Hörer Spannung aufzubauen, Interesse zu wecken und zum Wiedererkennungswert beizutragen.

#### Formen
Dazu stehen verschiedene musikalische Möglichkeiten zur Verfügung. Entweder werden thematische Passagen des Musikwerks verkürzt präsentiert oder gar nicht zum Thema gehörende Motive gewählt. Das Intro verrät oft etwas Typisches über den Song. Es ist meist instrumental, doch gibt es auch vokale Varianten. Sehr häufig werden prägnante Riffs von Gitarren (etwa beim Song Somethin’ Stupid) oder Keyboards verwendet (Whole Lotta Love von Led Zeppelin, Mai 1969; Smoke on the Water von Deep Purple, Dezember 1971). Ein Geigen-Intro präsentiert Roll Over Beethoven vom Electric Light Orchestra (September 1972); ein langes Piano-Intro bei Fats Dominos The Fat Man lässt deutliche Boogie-Woogie-Rhythmen erkennen (Dezember 1949), ein Schlagzeug leitet bei Queen das populäre We Will Rock You ein (September 1977). Ein gesprochenes Intro ist bei Scatman (Ski-Ba-Bop-Ba-Dop-Bop) von Scatman John (Januar 1995) zu hören, ein 48 Sekunden langes A-cappella-Intro geht dem Queen-Song Bohemian Rhapsody (August 1975) voraus.
Intros enthalten verkürzte Akkordfolgen oder Rhythmen, die auch im Musikstück selbst vorkommen. Daneben können auch Motive als Intro gewählt werden, die im eigentlichen Musikthema nicht mehr zu hören sind (wie die französische Nationalhymne in All You Need Is Love von den Beatles; Mai 1967). In zahlreichen Stücken wird das spannungsaufbauende Intro, das lauter wird, auch schneller (accelerando) wie in Wanda Jacksons Santo Domingo (aufgenommen am 9. März 1965 in Köln) oder Poupée de cire, poupée de son von France Gall (März 1965).

#### Sonstiges
Bei Musikalben auf LPs oder CD (vor allem bei Hip-Hop und R&B) wird mit Intro auch das erste Musikstück bezeichnet, wenn dieses kein eigenes Lied darstellt, sondern eine musikalische Einleitung. Eine musikalische Überleitung zwischen zwei Tracks wird häufig als Interlude bezeichnet.

### Texte
Bei Textwerken wird der Text eines Artikels in zwei Teile gegliedert (Introtext und Haupttext). Der Introtext erscheint dann als abgehobener Teil am Artikelanfang, so dass sich der Leser ein Bild vom Inhalt machen kann. Im digitalen Zeitungswesen oder bei Webangeboten werden Textintros häufig in Auflistungen, die nur Introtexte enthalten (engl.: content blog), eingebunden, um so die Aufmerksamkeit des Lesers auf eine größere Anzahl von Artikeln zu lenken.

### Versammlungen
Einführungsreden gibt es bei den verschiedensten Arten von Versammlungen, so beispielsweise bei Hauptversammlungen, Besprechungen oder Gesprächen. Sie dienen zur Vorbereitung des Zuhörers auf das vorgesehene Hauptthema.

### Internetseiten
Im Web bezeichnet man eine Seite als Intro, die beim Aufruf einer Website vorgeschaltet wird. Oft eine Animation in Adobe Flash oder eine besondere grafische Präsentation, beispielsweise eines Logos.

### Brand Awareness
Intros sind kurze Videoszenen, mit Text oder einem Logo. Häufig wird dabei der Text oder das Logo animiert, sodass eine Animation entsteht. Ein Intro erzeugt Markenbekanntheit (Brand Awareness) und erhöht den Bekanntheitsgrad von einem Unternehmen.

### Digitale Kunst
Im Bereich der Digitalen Kunst (Demoszene) sind Intros kleine Computerprogramme von meistens maximal 64 KB Größe, die in Echtzeit grafische Effekte/Animationen erzeugen und dazu passende Hintergrundmusik abspielen. Etabliert wurden diese Intros seit der Zeit des VC20, wo sie als Vorspann für die Verbreitung von Programmen und als Markierung oder Zugehörigkeit zu einer Demo- / Crackergruppe eingesetzt wurden.

### Fernsehen
Fernsehserien haben oft immer wiederkehrende, einleitende Sequenzen, die auch als Intro oder Vorspann bezeichnet werden. Auch eine Anmoderation soll auf den nächsten Beitrag einer Magazinsendung vorbereiten oder zum nächsten Thema überleiten.

### Computerspiele
Zu Beginn eines Computer- oder Videospiels wird häufig ein kurzer Film (in Spielgraphik oder gerendert) gezeigt, der als Einstimmung und Vorbereitung auf die sich ereignende Geschichte dient. Dieser Film wird Intro genannt.

## Extro oder Outro
In Analogie zum Begriff Intro haben sich auch die Begriffe Extro oder Outro entwickelt. Sie bezeichnen das Gegenteil des Intro, also den letzten Teil eines Werkes. Bei musikalischen Werken wird dies auch als Coda bezeichnet.